# Франклін (округ, Міссурі)
Шаблон:StateAbbr_ 38°25′ пн. ш. 91°05′ зх. д. / 38.41° пн. ш. 91.08° зх. д.
Округ  Франклін (англ. Franklin County) — округ (графство) у штаті Міссурі, США. Ідентифікатор округу 29071.

## Історія
Округ утворений 1818 року.

## Демографія
За даними перепису 
2000 року 
загальне населення округу становило 93807 осіб, зокрема міського населення було 39343, а сільського — 54464.
Серед мешканців округу чоловіків було 46549, а жінок — 47258. В окрузі було 34945 домогосподарств, 25689 родин, які мешкали в 38295 будинках.
Середній розмір родини становив 3,11.
Віковий розподіл населення поданий у таблиці:
| Стать    | До 15 років | 15-21 | 22-29 | 30-39 | 40-49 | 50-65 | 65-85 | Понад 85 |
| -------- | ----------- | ----- | ----- | ----- | ----- | ----- | ----- | -------- |
| Чоловіки | 10904       | 4811  | 4265  | 7404  | 7290  | 7081  | 4423  | 371      |
| Жінки    | 10285       | 4433  | 4323  | 7209  | 7159  | 7311  | 5598  | 940      |

## Суміжні округи
- Воррен — північ
- Сент-Чарлз — північний схід
- Сент-Луїс — північний схід
- Джефферсон — схід
- Вашингтон — південний схід
- Кроуфорд — південний захід
- Ґасконейд — захід

## Виноски
1. ↑  U.S. Decennial Census. United States Census Bureau. Архів оригіналу за 26 квітня 2015. Процитовано 15 листопада 2014.
2. ↑  Historical Census Browser. University of Virginia Library. Архів оригіналу за 11 серпня 2012. Процитовано 15 листопада 2014.
3. ↑  Population of Counties by Decennial Census: 1900 to 1990. United States Census Bureau. Процитовано 15 листопада 2014.
4. ↑  Census 2000 PHC-T-4. Ranking Tables for Counties: 1990 and 2000 (PDF). United States Census Bureau. Процитовано 15 листопада 2014.
5. ↑  State & County QuickFacts. United States Census Bureau. Архів оригіналу за 7 червня 2011. Процитовано 8 вересня 2013. [Архівовано 2011-06-07 у Wayback Machine.](англ.) Наведено за англійською вікіпедією.
6. ↑  QuickFacts. Franklin County, Missouri. United States Census Bureau. Процитовано 9 серпня 2019.
7. ↑  American FactFinder. Бюро перепису населення США. Архів оригіналу за 26 лютого 2012. Процитовано 31 січня 2008. [Архівовано 2008-05-21 у Wayback Machine.]

| США | Це незавершена стаття з географії США. Ви можете допомогти проєкту, виправивши або дописавши її. |